# 2011年デルレイビーチ国際テニス選手権
2011年デルレイビーチ国際テニス選手権(2011 Delray Beach International Tennis Championships)は、2011年2月21日から2月27日にかけてアメリカ・フロリダ州デルレイビーチのデルレイビーチ・テニスセンターにて開催された、男子プロテニスツアーのATPワールドツアー250シリーズトーナメント大会である。サーフェスは屋外ハードコート。本年で通算19回目の開催となる。

## シングルス

### シード選手
| 国               | 選手                     | ランク1 | シード |
| ---------------- | ------------------------ | ------- | ------ |
| アメリカ合衆国   | アンディ・ロディック     | 8       | 1      |
| アメリカ合衆国   | マーディ・フィッシュ     | 17      | 2      |
| アメリカ合衆国   | サム・クエリー           | 18      | 3      |
| アメリカ合衆国   | ジョン・イスナー         | 24      | 4      |
| 南アフリカ共和国 | ケビン・アンダーソン     | 40      | 5      |
| セルビア         | ヤンコ・ティプサレビッチ | 51      | 6      |
| ドイツ           | ベンヤミン・ベッカー     | 57      | 7      |
| フランス         | アドリアン・マナリノ     | 61      | 8      |

- 2011年2月14日付のATPランキングに基づく

### 主催者推薦
以下の3名が主催者推薦で本戦に出場した。
- ジェームズ・ブレーク
- ライアン・ハリソン
- サム・クエリー

その他以下の1名がスペシャル・エグゼンプト(前週のツアー大会で上位進出した為、予選に参加できなかった選手に与えられる救済措置)を受け、本戦から出場した。
- フアン・マルティン・デル・ポトロ

### 予選勝者
以下の4名が予選を勝ち上がり本戦に出場した。
- アレハンドロ・ファジャ
- ブラジュ・カウチッチ
- マリンコ・マトセビッチ
- ライアン・スウィーティング

その他以下の4名がラッキールーザーとして本戦に出場した。
- ロベルト・ファラ
- ヤン・ハジェク
- イゴール・クニツィン
- ドナルド・ヤング

## 優勝

### シングルス
フアン・マルティン・デル・ポトロ def.  ヤンコ・ティプサレビッチ, 6–4, 6–4
- デルポトロにとって今シーズン初、キャリア通算8度目のツアーシングルスタイトル獲得となった[1]。

### ダブルス
スコット・リプスキー /  ラジーブ・ラム def.  クリストファー・カス /  アレクサンダー・ペヤ, 4–6, 6–4, [10–3]
- リプスキーにとって今シーズン2度目、キャリア通算5度目のツアーダブルスタイトル獲得となり、ラムにとって今シーズン2度目、キャリア通算6度目のツアーダブルスタイトル獲得となった[2]。